# Paser (vizir de Ramsès II)
 (mars 2021).
Si vous disposez d'ouvrages ou d'articles de référence ou si vous connaissez des sites web de qualité traitant du thème abordé ici, merci de compléter l'article en donnant les références utiles à sa vérifiabilité et en les liant à la section « Notes et références ».
Pour les articles homonymes, voir Paser.
Paser est un haut fonctionnaire ayant servi sous Ramsès Ier puis sous Séthi Ier qui le nomme « Grand Chambellan » et « Gardien des couronnes royales » puis le gratifie du titre de « Premier Ami du palais royal ». Il reste l'homme de confiance de Ramsès II qui le reconduit dans ses fonctions de vizir de Haute-Égypte.
Grand commis de l'État, son souci premier est de rester fidèle à Pharaon ; outre le titre de vizir, il porte également les titres de Prince, Gouverneur de la Ville, Juge, Gardien de Nekhen, Prêtre de Maât, maire de Thèbes.

## Généalogie
Paser est le fils de Nebnetjerou, premier prophète d'Amon à Hermonthis et de Mérytrê, supérieure des recluses d'Amon de Karnak. Il a plusieurs enfants dont au moins deux fils qui occupent de hautes responsabilités sous le règne de Ramsès II :
- Amenemopet qui est fils royal de Koush sous Séthi Ier et pendant la première partie du règne de son illustre fils ;
- Khay qui lui succède dans la charge de vizir et, à ce titre, est chargé d'organiser les jubilés du roi.

## Biographie

### Politique
Fin politique, il participe à l'élaboration du traité de paix entre l'Égypte et le royaume Hittite à la suite d'un long conflit à l'issue duquel aucun des protagonistes ne pouvait véritablement remporter la partie. Grâce aux archives hittites découvertes à Boghaz-Köy (Turquie) entre 1906 et 1908, on sait que Paser félicita personnellement le roi Hattusili III pour avoir conclu une paix durable avec Ramsès II.
Durant sa longue carrière aux commandes de l'Égypte, Paser sait s'entourer d'hommes de talent qui deviennent vite des hommes de confiance. Parmi eux, les égyptologues ont répertorié Didia, chef des peintres d'Amon à Karnak, et aussi Ramose, scribe à Deir el-Médineh, remarqué pour ses dons de gestionnaire et que Paser nomme finalement maire de Thèbes-Ouest.
Paser ne manque pas de placer à des postes importants de l'administration royale des membres de sa famille ; ainsi Amenemopet, son propre fils, est nommé « gouverneur des pays du Sud » sous le règne de Séthi Ier.

### Bâtisseur
Quand Ramsès II décide de construire Pi-Ramsès, une nouvelle capitale plus près des frontières septentrionales du pays, Paser suit la cour et le gouvernement égyptien dans le delta, non sans regret. Aussi le vizir saisit la moindre occasion de retourner vers Thèbes, sa terre d'origine. Il s'y rend tout d'abord pour superviser personnellement les constructions du règne dans la capitale du sud mais aussi notamment pour s'occuper du creusement de l'hypogée royal dans la vallée des Rois - et accessoirement de son propre tombeau - et l'édification du temple de millions d'années du roi, le Ramesséum. Ce sont donc d'incessants allers et retours entre Pi-Ramsès et Thèbes qu'entreprend cet homme apprécié du peuple parce qu'il est le véritable intermédiaire entre Pharaon et ses sujets.
Dans la nouvelle capitale, la villa de Paser, bâtie au cœur du quartier administratif, est parmi les plus belles et les plus luxueuses. Dans ses immenses jardins sillonnés de petits canaux, une végétation luxuriante s'épanouit.
Il commande plusieurs monuments à son nom ainsi qu'en l'honneur de ses parents et est aussi connu pour un ensemble de bijoux de grande qualité provenant de Saqqarah et dont une partie est conservée au Musée du Louvre.
En effet, en l'an 19 du règne de Ramsès II, il participe à l'ensevelissement d'un Apis dans les toutes nouvelles galeries aménagées pour l'occasion au Sérapéum. Outre ces bijoux il dépose aussi une série d'ouchebtis à son nom dans le caveau creusé en l'honneur du dieu à côté de l'immense cuve destinée à recevoir la dépouille momifiée du taureau sacré.

### Religieux
En tant que vizir, Paser participe aux réformes religieuses entreprises par Ramsès II, lesquelles rejoignent une des motivations de la révolution amarnienne : réduire le pouvoir du clergé d'Amon en réaffirmant les rôles primordiaux de Ptah et de Rê dans le panthéon égyptien. Bien qu'éduqué dans le culte et le respect d'Amon, Paser se range derrière la nouvelle théologie. La preuve en est fournie par plusieurs statues le représentant ; l'une d'elles, exposée au Musée du Caire, porte l'inscription :
« Puisse le roi faire une offrande à Amon-Rê, seigneur des trônes du Double Pays, à Rê-Horakhty Atoum, maître des Deux-Terres, l'Héliopolitain, à Ptah, seigneur de la vie du Double Pays, pour le maire de la ville, le vizir Paser. »
En l'an 28 du règne de Ramsès, alors âgé de plus de soixante ans il quitte ses fonctions de vizir et Ramsès II le récompense en le nommant à l'ultime charge qu'il n'avait pas remplie, celle que son père exerça longtemps, grand prêtre d'Amon au temple de Karnak.
Étant alors très âgé pour cette époque, il ne participe réellement qu'aux seules grandes cérémonies religieuses.
Il meurt onze ans plus tard, vers l'an 39 du règne de Ramsès II.

## Sépulture
Paser meurt probablement autour de l'an 39 du règne de Ramsès II au terme d'une brillante carrière au service des premiers souverains de la XIXe dynastie. Il s'est fait aménager une tombe à l'ouest de Thèbes (tombe thébaine TT 106) richement décorée comportant notamment des scènes illustrant son intronisation en tant que vizir.